# 西卡莫爾 (亞利桑那州)
西卡莫爾（英語：Sycamore）是位於美國亞利桑那州亞瓦派縣的一個非建制地區。該地的面積和人口皆未知。

## 地理
西卡莫爾的座標為34°51′50″N 112°06′00″W / 34.86389°N 112.10000°W，而該地的平均海拔高度為1100米（即3609英尺）。